# Victor Bonaparte
Victor Bonaparte (18 tháng 07 năm 1862 - 03 tháng 05 năm 1926), tên đầy đủ là Napoléon Victor Jérôme Frédéric Bonaparte, là một hậu duệ của hoàng tộc Bonaparte. Ông còn được gọi là Victor Napoléon, hay Napoléon V với danh nghĩa là người kế thừa hoàng vị Pháp trên danh nghĩa từ năm 1879 đến khi qua đời vào năm 1926.

## Thời trẻ
Ông sinh ra tại Palais Royal ở Paris thuộc Đế chế thứ hai của Pháp là một trong hai con trai của Napoléon-Jérôme Bonaparte và vợ ông, Vương nữ Maria Clotilde của Ý, con gái của Victor Emmanuel II của Ý. Hai em của ông là: Vương tử Louis (1864-1932) và Công nương Maria Letizia Bonaparte (1866-1926), sau đó nữ công tước xứ Aosta. Tại thời điểm ra đời của mình, ông xếp thứ ba trong dòng kế vị ngai vàng sau Hoàng tử Hoàng gia và cha của mình. Đế quốc đã kết thúc vào năm 1870 với sự thoái vị của Hoàng đế Napoléon III.

## Hậu duệ
Ngày 10 tháng 11/14 tháng 11 năm 1910, tại Moncalieri, Vương tử Victor đã kết hôn với công chúa Clementine của Bỉ (1872-1955), con gái của Leopold II của Bỉ và Marie Henriette của Áo. Họ có hai con:
- Công nương Marie Clotilde Eugénie Alberte Laetitia Genevieve Bonaparte (1912-1996).
- Vương tử Louis Napoléon (1914-1997).

## Liên kết
- Prince Victor Napoleon Lưu trữ ngày 5 tháng 3 năm 2016 tại Wayback Machine